# Heinrich Fründ

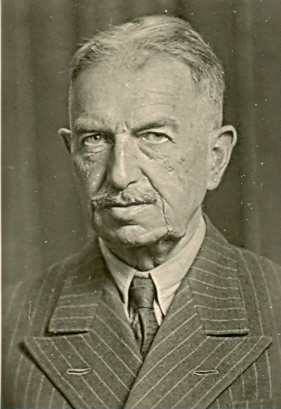
Heinrich Fründ

Heinrich Fründ (* 28. Dezember 1880 in Algermissen; † 7. Dezember 1952 in Stuttgart) war ein deutscher Chirurg in der ersten Hälfte des 20. Jahrhunderts.
Sein Lebenslauf ist typisch für einen Chirurgen in der Übergangsgeneration zwischen dem Kaiserreich und der Bundesrepublik Deutschland: Er war Schiffsarzt, eingesetzt in Feldlazaretten in beiden Weltkriegen, mit der NS-Gesundheitspolitik und Judenverfolgungen konfrontiert und hatte einen schwierigen Neuanfang nach 1945. Bis zu seinem Tode war er wissenschaftlich aktiv und beschäftigte sich mit den verschiedensten Problemen der sich ständig weiter ausdifferenzierenden Chirurgie.

## Leben
Heinrich Fründ wurde als einziges Kind der zweiten Ehe des Holzhändlers Heinrich Fründ mit Augustine Fründ geb. Wicke geboren. Seine Schulzeit am Gymnasium Andreanum in Hildesheim endete am 28. Februar 1899 mit dem Abitur. Im Anschluss folgten, wohl auf Wunsch des Vaters, zwei Semester Jurastudium in München. 1899 wurde er im Corps Makaria München recipiert. Im Herbst 1900 nahm er eine kaufmännische Tätigkeit im väterlichen Holzgroßhandel auf. Nach dem Tod des Vaters am 18. Februar 1901 konnte er dem kaufmännischen Beruf den Rücken kehren und nahm zum Sommersemester 1901 das Medizinstudium in München auf.

### Medizinische Ausbildung und Berufsjahre bis 1933
Sein Studium in München, Kiel und Berlin endete am 3. Juli 1905 in Kiel mit Ablegung der ärztlichen Prüfung. Es folgte die Ableistung des Militärdienstes. Mit einer Arbeit über Pylephlebitische Leberabscesse nach Appendicitis bei Heinrich Helferich erlangte er 1907 in Kiel den Doktortitel. Von 1906 bis 1908 folgte die Ausbildung in Innerer Medizin und Neurologie bei Max Nonne an der Hamburger Staatsklinik. Dort erhielt er 1907 die Approbation als Arzt. An die Zeit in Hamburg schlossen sich 1908 zwei Reisen als Schiffsarzt nach Brasilien und Japan an. Für das folgende Jahr war Heinrich Fründ als Assistenzarzt in Marburg am Anatomischen Institut unter Emil Gasser und wechselte dann 1910 für eine weitergehende Ausbildung in Chirurgie an die Universität Bonn Carl Garrè. Hier erfolgte 1913 die Ernennung zum Oberarzt.
Am Ersten Weltkrieg nahm er von Anfang an als Stabsarzt des Feldlazarett 8 (VIII. Armeekorps) teil, habilitierte sich aber gleichzeitig 1916 in Bonn mit einem Experimentellen Beitrag zur Querresektion des Oesophagus. Nach dem Krieg wurde Heinrich Fründ Privatdozent an der Universität Bonn. 1921 erfolgte dort die Ernennung zum außerordentlichen Professor. 1922 trat er in Osnabrück die Nachfolge des Geheimen Sanitätsrats Siegfried Pelz als Leiter des Stadtkrankenhauses und Direktor der chirurgischen Abteilung an. Hier blieb er bis 1939.

### 1933 bis 1945
Nach der Machtübernahme der Nationalsozialisten geriet Heinrich Fründ als Leiter des Krankenhauses schnell in die Kritik, da er zeitweise jüdische Assistenzärzte sowie eine jüdische Privatsekretärin im Krankenhaus beschäftigte und nach den ersten Judenverfolgungen 1933 schwer verletzte Juden gegen den Willen der NSDAP im Krankenhaus aufnahm und ebenso sorgfältig behandelte wie andere Patienten. Zudem haftete ihm bei den Nationalsozialisten durch seinen Schwager Sigmund Weil das Stigma „jüdisch versippt“ an. Da er nicht in die Partei eintrat, galt er dieser hinsichtlich seiner Bereitschaft zur Durchsetzung der NS-Gesundheitspolitik, z. B. bei der Zwangssterilisation von Patienten der Heil- und Pflegeanstalt Osnabrück, als unsicher.
Als Weltkriegsteilnehmer war Heinrich Fründ Mitglied des „Stahlhelm“ und wurde bei Auflösung des Vereins 1934 automatisch als Mitglied in die SA überführt. Mit Schreiben vom 26. August 1936 erfolgte jedoch sein offizieller Ausschluss aus der SA.

„… Da Sie ferner in Ihrer beruflichen Tätigkeit als Arzt in Ihrer Stellung als Direktor der chirurgischen Abteilung des Stadtkrankenhauses Osnabrück eine Berufsauffassung und persönliche Einstellung an den Tag gelegt haben, die unvereinbar sind mit den Charaktereigenschaften und den Anschauungen, die bei einem Träger des Braunhemdes als selbstverständlich vorausgesetzt werden, so haben Sie dadurch gezeigt, dass Sie auch innerlich dem Geist der SA fremd gegenüberstehen. Dass Sie auch in die ständische national-sozialistische Organisation der deutschen Ärzte, dem NS-Ärztebund, keine Aufnahme gefunden haben und finden werden, kennzeichnet die Beurteilung Ihrer in Ihrer Berufsausübung gezeigten Charaktereigenschaften. […]“

Heinrich Fründ versuchte 1936 durch Bewerbung und Aufnahme in das „Offizierskorps des Beurlaubtenstandes“ als Oberstabsarzt etwas Luft gegenüber der Partei zu gewinnen. Doch in der Folgezeit verlor er die Leitung des Stadtkrankenhauses und wurde vor allem vom Kreisamtsleiter und Führer der NS-Ärzteschaft Otto Kringel wiederholt diffamiert. Da mehrere Anläufe, Heinrich Fründ fachliches Fehlverhalten nachzuweisen, scheiterten, versuchte man, ihn auf steuerstrafrechtlichem Wege aus seinem Posten als Chef der chirurgischen Abteilung zu drängen. So erfolgte nach einer Haussuchung des Finanzamtes im November 1938 die Suspendierung im Krankenhaus. Die sich anschließenden Untersuchungen zogen sich bis in den Sommer 1939 und blieben im Ergebnis vage. Unter massivem Druck und unter Androhung der Vorveröffentlichung des laufenden Verfahrens gelang es, Heinrich Fründ im Juli zur Unterwerfung und freiwilligen Kündigung seines unbefristeten Angestelltenverhältnisses mit der Stadt Osnabrück zum 1. September zu bewegen.
Die Bemühungen um die Eröffnung einer Privatpraxis in Düsseldorf liefen bereits, als der Krieg ausbrach und Heinrich Fründ sofort als Offizier im Beurlaubtenstand in der Funktion eines Beratenden Chirurgen eingezogen wurde. 1941 nahm er in dieser Funktion am Balkankrieg und dann am Angriff auf Russland sowie der Eroberung der Krim teil. Ab Frühjahr 1942 war er Beratender Chirurg des Ersatzheeres mit Standort Strassburg. Ab September 1943 übernahm er vorübergehend zusätzlich die Chefarztstelle des Stadtkrankenhauses Überlingen und erhielt diese im August 1944 nach Zustimmung des Reichsinnenministeriums dauerhaft. Dieses war verbunden mit dem Ausscheiden aus der Wehrmacht.

### 1945 bis 1952
Nach Kriegsende musste Heinrich Fründ den Posten in Überlingen zu Gunsten seines von den Nationalsozialisten vertriebenen Vorgängers wieder räumen. 1946 erhielt er als 66-Jähriger die Aufforderung, sich um den Lehrstuhl für Chirurgie an der Universität Tübingen zu bewerben, musste dann aber zu Gunsten seines sechs Jahre jüngeren Studienfreundes Theodor Naegeli zurücktreten.
Bis in den Sommer 1952 fand er nun eine Anstellung als Chefarzt des städtischen Krankenhauses Stockach. Gesundheitlich angeschlagen, wurde sein Vertrag dann aber nicht mehr verlängert.
Auf Grund eines von ihm neu bzw. weiterentwickelten Verfahrens zur Operation von Knochentuberkulose mittels Gipsplombe konnte er, inzwischen im 72. Lebensjahr, noch einige Operationen in Davos, in Riezlern (Kleinwalsertal) und an der orthopädischen Klinik in Heidelberg durchführen. Heinrich Fründ starb nach einem kurzen Aufenthalt im Stuttgarter Krankenhaus am 7. Dezember 1952.
Versuche, in Osnabrück als NS-Geschädigter anerkannt zu werden, um wenigstens seine Pensionsansprüche für die Zeit von 1922 bis 1939 zu erlangen, wurden mit dem Hinweis auf seine „freiwillige“ Kündigung aus dem Jahre 1939 abgelehnt.

## Heinrich Fründ als Arzt
Heinrich Fründ genoss einen außerordentlichen Ruf als Arzt und Operateur. Mehrfach wird von seiner Bereitschaft berichtet, neue und unkonventionelle Behandlungswege zu gehen. So sagte Alois Gaßner über ihn: „Bei den unzähligen Operationen, die er machte, schreckte er vor keinem noch so gewagten Eingriff zurück, wenn es galt, ein Menschenleben zu retten.“
Fründ selbst berichtete einmal auf einer Tagung von einer Thrombose-Notoperation am Krankenbett, weil die Patientin bereits kollabiert war. Mit Erfolg wagte er hier erstmals eine Thrombektomie.
Bei aller medizinischen Sorgfalt blieb er in der Wahl der Methoden jedoch immer pragmatisch und lehnte den übermäßigen Einsatz von Technik ab. Stattdessen setzte er lieber auf Beobachtung. Neue Erkenntnisse aus anderen Bereichen der Medizin nahm er auf und nutzte sie auf seinem Gebiet. So schrieb Gassner: „Sein größtes Verdienst ist hierbei im Krieg [1939–45], dass er als einer der Ersten, wenn nicht überhaupt als der Erste, die große Bedeutung der Chemotherapie [antibakteriellen Therapie] auch für die Chirurgie erkannte und die verschiedenen Antibiotika viel bei operierten Verwundeten anwandte. Damals wurde er deshalb von vielen Seiten angegriffen, heute gibt es keinen Chirurgen mehr, der nicht nach Bedarf diese Mittel anwendet.“
Im Laufe seines langen Berufslebens war Fründ stets wissenschaftlich tätig und trat mit Veröffentlichungen sowie auf Tagungen und Kongressen mit den verschiedensten Themen in Erscheinung.
Während des Ersten Weltkriegs sammelte er umfangreiche Erfahrungen mit chirurgischen Infektionskrankheiten, Gasgangrän, sowie der Durchführung von primären und sekundären Wundnähten und vertrat, entsprechend seinem Bonner Lehrer Carl Garrè, die Meinung, dass Verletzungen radikal bis ins Gesunde geschnitten werden müssten. Dadurch soll verhindert werden, dass abgestorbenes oder unterversorgtes Gewebe zurückbleibt, um Folgeinfektionen zu vermeiden. Dieser Weg erwies sich als richtig und ersparte so manch einem Verletzten unnötige Folgeamputationen oder den Tod.
Angeregt durch eine umfangreiche Statistik aus der Schweiz, machte sich Heinrich Fründ 1927 daran, seine eigenen Operationen (2900) sowie weiteres ihm zugängliches Material auf die Frage hin auszuwerten, ob sich durch die Gabe von Schilddrüsenpräparaten, wie Thyroxin, die Gefahr von häufig nach Operationen zu beobachtenden Embolien minimieren lässt, denn bei Patienten mit Schilddrüsenüberfunktion schien diese in der Regel nicht gegeben. Damit griff er ähnliche Empfehlungen zur Thrombose- und Embolieprophylaxe aus Amerika auf und setzte sich in den folgenden Jahren immer wieder auf Tagungen für eine Thyroxingabe vor und nach Operationen ein. Heute kommen andere gerinnungshemmende Verfahren zum Einsatz.
Thrombosen beschäftigten ihn auch in den folgenden Jahren und führten früh, wohl erstmals schon 1934, zur Anwendung der Thrombektomie durch Längsschnitt der betreffenden Vene und Ziehen des Thrombus. Dabei band er die betroffene Vene ab, um eine Folgeembolie der Lunge zu verhindern. Das von Fründ und Läwen vorgestellte Verfahren setzte sich aber erst nach 1945 langsam durch und war, in veränderter Form, lange eine Standardmethode.
Fragen der Narkose haben Heinrich Fründ schon 1919 beschäftigt. Bei Vollnarkosen muss mit verschiedenen Nebenwirkungen wie Puls- und Blutdruckabfall, Würgen, Pressen oder Erbrechen gerechnet werden. Die rektal eingeleitete Avertinnarkose in Kombination mit Lachgas wurde von ihm in den Jahren 1929 bis 1932 als komplikationslosestes Verfahren immer wieder propagiert und mit umfangreichem Material untermauert. So zeigte er 1932 auf der 56. Tagung der Deutschen Gesellschaft für Chirurgie drei Filme zu unterschiedlichen Narkosen.
Im gleichen Jahr kam aber mit dem Hexobarbital ein intravenös einsetzbares Narkotikum auf den Markt. Im April 1933 kritisierte Fründ die enthusiastischen Berichte in Tages- und Fachpresse über Hexobarbital und forderte Veröffentlichungen erst nach verlässlichem Datenmaterial von mehreren tausend Operationen. So sah er sich genötigt, nach 200 von ihm durchgeführten Hexobarbital- und Hexobarbital-Lachgas-Narkosen auf mögliche Problemfelder hinzuweisen. Doch in den folgenden Jahren setzte er sich verstärkt für diese Narkoseart ein und stellte auf der 52. Tagung der Nordwestdeutschen Chirurgen vom 19. bis 20. Juni 1936 in Osnabrück eine Schiene zum kontinuierlichen Nachspritzen vor, da nach ca. 20 Minuten die Wirkung des Hexobarbital nachlässt und erneut verabreicht werden muss.
1938 übernahm die Firma Draeger/Lübeck den Bau und Vertrieb dieser Schiene. Der Beipackzettel zum Hexobarbital aus den frühen 40er Jahren vermerkt unter „praktische Durchführung der Evipan-Natrium-Narkose“: „[…] in Fällen, die sofort nach Einlieferung operiert werden müssen, gibt Fründ ½ Ampulle Pantopon intravenös unmittelbar vor der anschließenden Injektion der Evipan-Natrium-Lösung.“ Auf der von ihm geleiteten Tagung nahm das Thema Narkosen relativ breiten Raum ein. Heinrich Fründ ging hier besonders auf die Bedeutung der differenzierten Narkose ein und forderte eine entsprechende Fachausbildung. Praktische Ärzte und Studenten sollten nur eine grundsätzliche Ausbildung in Äther- und Chloroformnarkose erhalten. Doch es bedurfte noch 17 Jahren, bis es 1953 zur Gründung der Deutschen Gesellschaft für Anästhesiologie und Intensivmedizin kam.
Besondere Aufmerksamkeit widmete Heinrich Fründ den Knochen- und Gelenkproblemen der unteren Extremitäten, weswegen er auch in Fehler und Gefahren bei chirurgischen Operationen von R. Stich und Mathäus Makkas (Hrsg.) diesen Abschnitt in der 1. und 2. Auflage übernahm.
Sein Augenmerk lag auf der operativen Behandlung der Morbus Perthes und der Operation von Schenkelhalsbrüchen. Auf der 59. Tagung der Deutschen Gesellschaft für Chirurgie 1935 war er mit einem Demonstrations-Vortrag zur operativen Behandlung von Schenkelhalsfrakturen vertreten, in dem er ausdrücklich die Fixierung durch den Nagel nach Smith-Peterson empfahl.
Drei Jahre später, auf der 62. Tagung 1938, ergriff Fründ hierzu nochmals das Wort, teilte Verbesserungen mit und sprach sich für eine frühe Mobilisierung des Patienten nach 8 bis 10 Tagen aus.
Ausführlich beschäftigte er sich auch mit der Knorpelresektion im Knie und Schäden an der Patella. So beschrieb er 1926 die traumatische Chondropathia patellae als selbständiges Krankheitsbild in drei Stadien und stellte ein heute noch zur Anwendung kommendes Perkussionsverfahren zur Diagnose vor.
In den Jahren nach 1945 widmete sich Heinrich Fründ noch einmal dem Thema Tuberkulose. Schon 1920 schrieb er das entsprechende Kapitel in Therapie an der Bonner Universitätsklinik. Damals kam neben Licht- und Luftkuren der Röntgenbestrahlung besondere Bedeutung zu.
Doch ergaben sich mit der Verwendung von Antibiotika neue Behandlungswege der Knochentuberkulose und speziell der Spondylitis tuberculosa. Bei dieser, die Wirbel befallenden Tuberkulose ist einerseits der Infektionsherd am Knochen gänzlich zu beseitigen, eine Neuinfektion zu verhindern und, wenn möglich, die lange Liegezeit der Patienten, verursacht durch den teilweise abgetragenen Wirbel, zu reduzieren. 1951 konkurrierten zwei im Prinzip sehr ähnliche Verfahren miteinander: Kastert und Fründ räumten beide den Infektionsherd gründlich aus und verhinderten eine Neuinfektion durch Gabe von Antibiotika. Während Kastert die Operationswunde offen hielt und regelmäßig die entstandene Knochenhöhle spülte, füllte Fründ sie mit einer Gipsplombe, der er das Antibiotikum beimengte. So konnte die Wunde sofort wieder geschlossen werden und der Wirbelkörper bekam mehr Stabilität. Der Gips sollte bei seinem Abbau kontinuierlich das Antibiotikum freisetzen und zudem die Regeneration des Wirbels unterstützen. Heinrich Fründ sprach hinsichtlich seiner Operationsmethode vom „größten Erfolg [seines] Lebens“, starb aber, bevor er sie entsprechend verbreiten konnte.
Wenn auch nie ein wirklicher Schwerpunkt, so finden sich zwischen 1921 und 1928 drei Veröffentlichungen und mindestens drei Tagungsbeiträge zur Gaumenspaltenoperation, in denen er sein spezielles Vorgehen und seine Ergebnisse vorstellt.
Doch es gab in den Jahren auch Misserfolge. Mindestens seit Beginn der 1920er Jahre beschäftigte sich Heinrich Fründ mit dem Thema Asthma bronchiale. Früh schlug er eine Unterscheidung in eine lungenbezogene Ursache und eine körperbezogene Ursache vor. Sein Eintreten für eine operative Behandlung mittels Unterbindung der Reizleitung nahm er spätestens 1928 zurück und empfahl eher die schonendere Röntgenbestrahlung, um gleichzeitig einzugestehen, dass man über die Ursachen dieser Erkrankung einfach noch zu wenig wusste. Denn beide Methoden brachten nach seinen Erfahrungen keine überzeugende Heilungserfolge.
Wie eine Veröffentlichung über „Operieren im Sitzen“ oder seine Narkoseschiene zeigen, tüftelte er aber auch an praktisch-handwerklichen Operationsfragen.
Heinrich Fründs größte Schwäche war wohl sein Zeitmanagement. So verspätete sich öfters die Abfahrt von Zügen zwischen Osnabrück und Münster, weil „Herr Professor noch mit musste“. Im Laufschritt und mit wehendem Mantel konnte man ihn dann durch den Bahnhof eilen sehen. In Garré’scher Manier schonte er weder sich noch seine Mitarbeiter und war dadurch „im großen Betrieb als Vorgesetzter neben all seinen sonstigen guten Eigenschaften dadurch etwas schwierig, dass er sich großzügig über jede Zeitfeststellung hinwegsetzte.“

## Publikationen
- 1906: Pylephlebitische Leberabscesse nach Appendicitis, Kiel, Diss.
- 1908: Nonne/Fründ: Klinische und anatomische Untersuchung von sechs Fällen von Pseudosystemerkrankungen des Rückenmarks; Kritik der Lehre von den Systemerkrankungen des Rückenmarks. In: Deutsche Zeitschrift für Nervenheilkunde, Jg./Bd. 35, S. 102–140
- 1911: Zur Technik der Kohlensäureschneebehandlung. In: Münchner mediz. Wochenschrift, Jg./Bd. 58, S. 29
- 1911: Glatte Muskulatur der Orbita und ihre Bedeutung für die Augensymptome bei Morbus Basedowii. In: Bruns’ Beiträge zur klinischen Chirurgie, Jg./Bd. 73 B, S. 755–757
- 1912: Technik der Fremdkörperextraktion. In: Zentralblatt für Chirurgie, Jg./Bd. 39, S. 1633–1637
- 1913: Erfahrungen mit der Röntgenbehandlung chirurgischer Tuberkulose. In: Bruns’ Beiträge zur klinischen Chirurgie, Jg./Bd. 87 B, S. 202–222
- 1914: Experimenteller Beitrag zur Querresektion des Oesophagus. In: Bruns’ Beiträge zur klinischen Chirurgie, Jg./Bd. 88 B, S. 423–443
- 1914: Gasbildung in der freien Bauchhöhle. In: Deutsche Zeitschrift für Chirurgie, 130. Jg., Nr. 5–6, S. 585–592.
- 1914: Allgemeine Chirurgie, S. 214–220; Frische Verletzungen, S. 220–226. In: Therapie an der Bonner Universitätsklinik, Bonn, 1. Auflage, 1914
- 1916: Kriegschirurgische Erfahrungen bei Gasgangrän. In: Bruns’ Beiträge zur klinischen Chirurgie, Jg./Bd. 98 B, S. 447–476
- 1916: Erfahrungen mit der Makkas’schen Operation der Blasenektopie. In: Bruns’ Beiträge zur klinischen Chirurgie, Jg./Bd. 99, S. 99–122
- 1916: Fremdkörper und Fremdkörperbestimmung. In: Bruns’ Beiträge zur klinischen Chirurgie, Jg./Bd. 103 B, S. 354–372
- 1917: Allgemeine Chirurgie, S. 254–260; Frische Verletzungen, S. 260–272
- 1917: Chirurgische Infektionskrankheiten (mit Ausnahme der Tuberkulose) und Gangrän, S. 273–292. In: Therapie an der Bonner Universitätsklinik, Bonn, 2. Auflage, 1917
- 1918: Primäre Wundnaht bei Schußverletzungen. In: Deutsche Medizinische Wochenschrift, Jg./Bd. 44, S. 179–181
- 1918: Primäre Wundnaht und frühzeitiger sekundärer Wundverschluß bei Schußverletzungen. In: Bruns’ Beiträge zur klinischen Chirurgie, Jg./Bd. 114, S. 32–56
- 1919: Primär. u. sekundär. Wundverschluß b. Schußverletzungen. In: Münchner mediz. Wochenschrift, Jg./Bd. 69, S. 524–528
- 1919: Überdruck-Narkoseapparat für Feldlazarette. In: Münchner mediz. Wochenschrift, Jg./Bd. 69, S. 488
- 1920: Allgemeine Chirurgie, S. 262–268; Frische Verletzungen, S. 268–281; Chirurgische Infektionskrankheiten (mit Ausnahme der Tuberkulose) und Gangrän, S. 282–302; Tuberkulose, S. 302–311. In: Therapie an der Bonner Universitätsklinik, Bonn, 3. Auflage 1920
- 1921: Rachitis, Spätrachitis und sogenannte Hungermalazie. In: Fortschritte auf dem Gebiete der Röntgenstrahlen, Band 27, S. 345
- 1921: Ersatz für den Heftpflasterverband bei Hasenschartenoperation. In: Zentralblatt für Chirurgie. Jg./Bd. 48, S. 1426
- 1923: Operationen und chirurgische Eingriffe an der unteren Extremität. In: Stich,R./Makkas,M., Fehler und Gefahren bei chirurgischen Operationen. Jena, 1923, S. ?
- 1924: Reizbestrahlung zur Aufdeckung latenter Infektion. In: Zentralblatt für Chirurgie. Jg./Bd. 51, S. 2745
- 1925: Operative Behandlung der Asthmabronchiale. In: medizinische Klinik, Jg./Bd. 21, S. 1517
- 1926: Operative Behandlung der Asthmabronchiale. In: Bruns’ Beiträge zur klinischen Chirurgie, Jg./Bd. 136, S. 581–590
- 1926: Traumatische Chondropathie der Patella, ein selbständiges Krankheitsbild. In: Zentralblatt für Chirurgie Jg./Bd. 53, S. 707–710
- 1926: Die Ursache der Vereiterung implantierter Metallgegenstände bei Fixation von Knochenbrüchen und Knochenoperationen. In: Zentralblatt für Chirurgie Jg./Bd. 53, S. 2322
- 1926: Die Exstirpation des Oberschenkels mit Umkippplastik des Unterschenkels nach Sauerbruch. In: Deutsche Zeitschrift für Chirurgie Jg./Bd. 196, S. 241–245
- 1927: Klinische und röntgenologische Befunde bei Hypoplasie der Hypophysis cenebri. In: Bruns’ Beiträge zur klinischen Chirurgie Jg./Bd. 141, S. 543–560
- 1927: Gaumenspaltenoperationen nach Schönborn-Rosenthal. (In: Festschrift zum 70. Geburtstag von Geh. Rat Prof. Dr. C. Garré) In: Zentralbl. für Chirurgie Jg./Bd. 54, S. 3206–3210
- 1928: Beitrag zur Behandlung des Aneurysma arteniovenosum der Carotis interna im Sinus cavernosus. In: Bruns’ Beiträge zur klinischen Chirurgie Jg./Bd. 142, S. 221–228
- 1928: Die Reich-Mattische Operation der doppelten Hasenscharte. In: Münchner medizinische Wochenschrift Jg./Bd. 75, S. 1067–1070
- 1929: über Operieren im Sitzen. Bemerkungen zu der gleichlautenden Abhandlung von H. Flörcken. In: Zentralblatt für Chirurgie Jg./Bd. 56, S. 2894–2895
- 1929: Embolie-prophylaktische Gabe von Schilddrüsenhormonen. In: Deutsche Medizinische Wochenschrift Jg./Bd. 55, S. 812
- 1930: Embolie-prophylaktische Gabe von Schilddrüsenhormonen. In: Deutsche Medizinische Wochenschrift Jg./Bd. 56, S. 986
- 1931: Ein Fall von Querschnittslähmung des Rückenmarks nach traumatischer Luxation der Halswirbelsäule; geheilt durch Laminektomie. In: Deutsche Zeitschr. für Nervenh. Jg./Bd. 117–119, S. 157–169
- 1932: Die Avertinnarkose in Kombination mit Lachgas. In: Zentralblatt für Gynäkologie, Jg./Bd. 56, S. 1845
- 1932: Operationen und chirurgische Eingriffe an der unteren Extremität. In: Stich, R./Makkas, M., Fehler und Gefahren bei chirurgischen Operationen. Jena 2. Aufl. 1932, S. 992–1076
- 1933: Erfahrungen mit Evipannarkose. In: Chirurg Jg./Bd. 5, S. 249–252
- 1937: Thrombektomie als Prophylaxe gegen Lungenembolie. In: Zentralbl. für Chirurgie Jg./Bd. 64, S. 1202–1205
- 1938: Betrachtungen über Evipannarkose. In: Chirurg Jg./Bd. 10, S. 501–505
- 1940: Die einfache Methode der Fremdkörperlagebestimmung. In: Deut. Militärarzt, Jg./Bd. 5, S. 413–415
- 1942: Zur Behandlung infizierter Gelenkschüsse. In: Chirurg Jg./Bd. 14, S. 493–498
- 1942: Zur Behandlung des pulsierenden Hämatoms. In: Chirurg Jg./Bd. 14, S. 662–663
- 1951: Fortschritte in der Behandlung der Wirbelsäulentuberkulose. In: Die Umschau (in Wissenschaft und Technik) Jg./Bd. 51, S. 750